# Abdelaziz Boulkroun
Abdelaziz Boulkroun, né le 2 mai 1936 à Mila et mort en Algérie[Quand ?], est un homme politique algérien, il est ambassadeur à Kampala, wali de Batna, Tébessa, Sétif et Médéa, ancien officier de l'Armée de libération nationale et membre du FLN. 

## Biographie
Il obtient la première partie du baccalauréat puis fait grève en 1954, avant de rejoindre le maquis.

## Fonctions
Les principales fonctions qu'il a occupées sont :
- Wali de Batna : (1965-1967).
- Wali de Sétif : (1970-1974).
- Wali de Tébessa : (1976-1978).
- Wali de Médéa : (1978-1982).
- Ambassadeur d'Algérie à Kampala (Ouganda) : (1982-1984).
- Ambassadeur à Tripoli en Libye

## Itinéraire
| N° | Fonction                                   | Début              | Fin             |
| -- | ------------------------------------------ | ------------------ | --------------- |
| 01 | Wali de Batna                              | 27 juillet 1965    | 29 août 1970    |
| 02 | Wali de Sétif                              | 29 août 1970       |                 |
| 03 |                                            |                    |                 |
| 04 | Wali de Tébessa                            |                    | 31 août 1978    |
| 05 | Wali de Médéa                              | 1er septembre 1978 | 31 juillet 1982 |
| 06 |                                            |                    |                 |
| 07 | Ambassadeur d'Algérie à Kampala en Ouganda | 1er novembre 1982  | 31 août 1984    |